# Dysphorie de genre chez les enfants
Ne doit pas être confondu avec Non-conformité de genre dans l'enfance.
La dysphorie de genre chez les enfants ou le trouble de l'identité de genre chez les enfants est un diagnostic utilisé par certains psychologues et  médecins pour décrire les enfants trans qui éprouvent une dysphorie de genre, c'est-à-dire une détresse face à un sentiment d'inadéquation entre son genre assigné et son identité de genre.
Ce diagnostic a été formalisé dans la troisième révision du Manuel diagnostique et statistique des troubles mentaux en 1980 et se réfère principalement aux comportements de genre non conforme. Ce diagnostic est resté dans le DSM de 1980 à 2013, quand il a été remplacé par le diagnostic de « dysphorie de genre » dans la cinquième révision, avec un effort pour réduire la stigmatisation liée à la variance de genre tout en maintenant un diagnostic et des interventions médicales telles que le traitement hormonal et la chirurgie.
La controverse entourant la pathologisation et le traitement de l'identité et des comportements de l'autre genre, en particulier chez les enfants, a été importante dans la littérature depuis les années 1980. Les partisans du diagnostic chez les enfants font valoir que l'intervention thérapeutique aide les enfants à être plus à l'aise dans leur corps et peut prévenir les troubles de l'identité de genre à l'âge adulte. Les opposants disent que les interventions thérapeutiques équivalent à celles qu'on donnait aux gays et lesbiennes (intitulées « conversion » ou « thérapie réparatrice »), elles ont été fortement remises en question ou déclarées contraires à l'éthique par l'association américaine de psychologie, l'association américaine de psychiatrie, l'American Association of Social Workers et l'American Academy of Pediatrics. En 2011, l'Association professionnelle mondiale pour la santé des personnes transgenres (WPATH) indique que le traitement visant à essayer de changer l'identité et l'expression de genre d'une personne afin de la faire correspondre avec le sexe assigné à la naissance « n'est plus considéré comme éthique ».

## Description générale et estimation de population
La dysphorie de genre est un terme général décrivant la détresse qui accompagne parfois l'incongruence entre l'identité de genre et le genre assigné à la naissance. Les chiffres estimant la population des enfants et adolescents transgenres sont encore incertains, mais les plus récents estiment la proportion dans la population entre 1,2 et 2,7%.
Le rapport Cass, paru en 2024, cite le chiffre de 250 jeunes concernés par an au Royaume-Uni au début des années 2010, 2 500 en 2018 et 5 000 en 2021. Les trois quarts d'entre eux sont nés dans un corps de fille.

## Causes
Les études sur des jumeaux monozygotes suggèrent que leur identité de genre est « beaucoup plus influencée par leur génétique que par leur éducation ». Ce rôle prépondérant des facteurs génétiques semble plus important pour les hommes étudiés (33 %) que pour les femmes (23 %). En 2016, les recherches n'ont toutefois pas permis de déterminer des facteurs familiaux, sociaux, des événements particuliers ou des combinaisons de ces facteurs qui pourraient déclencher chez un enfant ces troubles de l'identité. Les études suggèrent que le renforcement social, des psychopathologies parentales, la dynamique familiale et l'influence des médias grand public et des réseaux sociaux, peuvent contribuer au développement et/ou à la persistance du trouble chez certains enfants vulnérables.

## Classification diagnostique

### DSM-IV TR (2000)
La quatrième version éditée du Manuel diagnostique et statistique des troubles mentaux établit des diagnostics différentiels :
- 302.6 Trouble de l'identité de genre chez les enfants
- 302.85 Trouble de l'identité de genre chez les adolescents ou les adultes

L'édition actuelle[Quand ?] de la Classification internationale des maladies (ICD-10) a cinq diagnostics différents pour le trouble de l'identité de genre, notamment un pour quand il se manifeste durant l'enfance.

En outre, il est important de noter que, comme avec tous les troubles psychologiques, ces symptômes doivent causer une détresse directe et une altération du fonctionnement de l'individu présentant les symptômes (Bradley, Zucker, 1997). 
F64.2 Trouble de l'identité sexuelle dans l'enfance : Un trouble, généralement manifeste au cours de la petite enfance (et toujours bien avant la puberté), caractérisé par une détresse persistante et intense par rapport au sexe assigné, avec un désir d'être (ou dire avec insistance que l'on est) de l'autre sexe. La préoccupation est persistante concernant les vêtements et les activités du sexe opposé et la répudiation de la personne pour son propre sexe. Le diagnostic nécessite une perturbation profonde de l'identité de genre ; un simple comportement de « garçon manqué » chez les filles, ou de « fille manquée » chez les garçons, ne suffit pas. Le trouble de l'identité de genre chez les personnes pubères ne doit pas être classé ici, mais dans le chapitre F66.0.
Dans le DSM des troubles mentaux, le trouble de l'identité sexuelle est donné par deux ensembles de critères. Le critère A indique que l'enfant s'identifie comme un membre du sexe opposé. L'enfant doit faire la preuve de la présence de quatre parmi cinq symptômes comme s'habiller comme un membre du sexe opposé, se lier principalement d'amitié avec les membres du sexe opposé ce qui démontre une volonté de s'engager dans des activités de jeu caractéristique du sexe opposé, ou indiquer activement qu'il souhaite être du sexe opposé. Le critère B, d'autre part, indique que l'enfant ne s'identifie pas au sexe assigné à la naissance (Bradley, Zucker, 1997).

### DSM-5 (2013): Diagnostic de dysphorie de genre
En mai 2013, l'Association américaine de psychiatrie a publié la cinquième version du DSM dans laquelle le diagnostic chez les enfants a été supprimé et remplacé par la dysphorie de genre pour la première fois. Lev stipule que la dysphorie de genre met l'accent sur la détresse liée au corps, plutôt que liée à la conformité d'avec la société ou les normes de genre.
Contrairement à la version du DSM-IV, la version du DSM-5 ne spécifie pas que le trouble doive se manifester au cours de la petite enfance ou bien avant la puberté. Les symptômes doivent simplement durer depuis plus de six mois.

## Intervention thérapeutique
Le débat sur la façon de traiter les enfants atteints de dysphorie de genre est avant tout un débat éthique. Les interventions thérapeutiques ont longtemps essayé d'aider les enfants à aligner leur identité sexuelle sur leur sexe anatomique. Depuis environ le début des années 2000, la nouvelle norme de traitement des enfants prépubères dysphoriques a changé. Ce nouveau paradigme se base sur l'hypothèse que la dysphorie de genre est innée et traite les enfants par la suppression pubertaire avec des agonistes de l'hormone de libération de gonadotrophine (GnRH) suivie de l'utilisation d'hormones sexuelles croisées, une combinaison qui entraîne la stérilité des mineurs.

### Alignement de l'identité sexuelle sur le sexe anatomique

#### Historique
L'introduction du diagnostic de « trouble de l’identité de genre dans l’enfance » dans le DSM-III en 1980 a été précédée par de nombreuses études américaines dès les années 1950 et 1960 ; la plus importante étant celle de John Money et Richard Green à l'hôpital Johns-Hopkins et l'université de Californie à Los Angeles (UCLA). La prévention de la transidentité et/ou de l'homosexualité était explicitement déclarée comme le but de beaucoup de ces études. Bryant note que les garçons féminins n'étaient pas un phénomène nouveau à cette époque ; toutefois, le public émergent de l'adulte femme trans dans les années 1950 était nouveau et a créé un certain nombre de problèmes pour les psychologues, de la motivation pour entreprendre des efforts de prévention quant à leur apparition. Les chroniques de Meyerowitz ont entrainé de profonds désaccords entre les psychologues et les médecins après la transition publique de Christine Jorgensen, sur le fait de savoir si les personnes trans doivent être autorisés à aligner leur corps avec leur identité intérieure ou si leur identité profonde doit être mise en conformité avec leur corps. À l'époque, les femmes trans ont commencé à publier des récits à la première personne qui ont souligné leur prise de conscience de leur féminité à un jeune âge et Bryant note que certains cliniciens et chercheurs ont ainsi porté leur attention vers les garçons féminins.
Les premières recherches ont été réalisées par George Alan Rekers (en) qui réalisé en 1972 une thèse sur le traitement des garçons féminins. Dans ce travail, Rekers décrit une litanie de comportements féminins qu'il catalogue, notamment : la posture féminine, la démarche, les gestes de la main et des bras, l'inflexion féminine dans le discours, ainsi que l'intérêt pour les vêtements féminins, les jeux et les sujets de conversation. À l'aide de techniques de modifications comportementales, d'une équipe au fait des « problèmes » liés aux comportements féminins, et avec l'aide des parents et parfois les enseignants, on donne des récompenses et des peines correspondant aux comportements jugés désirés ou non. La thèse de Rekers décrit en détail le cas de Kraig (un pseudonyme pour Kirk Andrew Murphy), dont la mère recevait des consignes par écouteur, et devait alternativement complimenter ou ignorer l'enfant, selon qu'il jouait avec des jouets réputés pour être destinés aux filles (généralement des poupées) ou aux garçons (généralement des armes). Elle a également été formée pour le suivi de son comportement à la maison, avec des visites hebdomadaires d'assistants de recherche pour s'assurer qu'elle remplissait correctement les quatre observations quotidiennes de Kraig concernant son comportement de genre. La punition physique du père de Kraig est nommée comme l'une des principales raisons du comportement féminin à la maison. Tout au long des travaux ultérieurs de Rekers, il cite ses traitements avec Kraig comme un succès, affirmant que « les comportements féminins de Kraig ont apparemment cessé entièrement […] ».
En revanche, un certain nombre d'informations au sujet de Kraig sont devenues publiques, notamment sur le fait qu'il était un homme gay, que, selon sa famille, il n'a jamais été guéri par ces traitements, et que, en 2003, à l'âge de 38 ans, il s'est suicidé. Même sans confirmation de ces résultats, dès le milieu des années 1970, les publications de Rekers ont déjà attiré des critiques sévères issus d'universitaires et de médias populaires, et Bryant spécule que c'est l'une des explications possibles pour expliquer pourquoi de nombreux cliniciens n'ont pas publié sur leurs techniques de traitement, en se concentrant plutôt sur les aspects moins controversés du Trouble de l'Identité de Genre chez les Enfants (TIGE), tels que les critères de diagnostic. À l'heure actuelle, les traitements administrés aux enfants diagnostiqués TIGE sont mal expliqués dans les travaux des cliniciens tels que Kenneth Zucker, qui est aussi un défenseur des droits des gays et des transgenres ; toutefois, les médias populaires qui relatent des histoires à la première personne semblent indiquer que les comportements féminins chez les garçons continuent à être identifiés pour être éliminés, d'où l'opposition à cette pratique.

#### Promoteurs
Les approches thérapeutiques diffèrent de celles utilisées pour les adultes ; elles comprennent la thérapie comportementale, la thérapie psychodynamique, la thérapie de groupe, et des conseils aux parents. Les partisans de cette intervention cherchent à réduire la dysphorie de genre, rendre les enfants plus à l'aise avec leur corps, réduire l'ostracisme, et réduire les comorbidités psychiatriques de l'enfant ; la majorité des thérapeutes emploient actuellement ces techniques. « Deux objectifs à court terme ont été discutés dans la littérature : la réduction ou l'élimination de l'exclusion sociale et des conflits, et la réduction de la psychopathologie sous-jacente et associée. Les objectifs à long terme ont mis l'accent sur la prévention du transsexualisme et/ou de l'homosexualité. »
Les thérapies individuelles avec l'enfant cherchent à identifier et à résoudre les facteurs sous-jacents, notamment les facteurs familiaux, encourager l'identification au sexe assigné à la naissance, et encourager les amitiés de même sexe. Les conseils aux parents impliquent de fixer des limites à l'enfant dans ses comportements du genre opposé, encourager le genre neutre ou les activités typiques du sexe, l'examen des facteurs familiaux, et l'examen des facteurs parentaux tel que la psychopathologie. Longtemps, les chercheurs Kenneth Zucker et Susan Bradley (en) ont constaté que les garçons ayant un trouble de l'identité de genre ont souvent des mères qui ont renforcé leur comportement stéréotypé de jeune fille. Ils notent également que les enfants ayant un trouble de l'identité de genre ont tendance à provenir de familles où le comportement de rôle de genre inversé n'a pas été explicitement découragé. Toutefois, ils reconnaissent aussi que ces résultats puissent être une simple indication sur le fait que les parents qui étaient plus dans l'acceptation du comportement de rôle de genre inversé de leur enfant étaient également plus susceptibles d'amener leurs enfants consulter un psychiatre, contrairement aux parents qui étaient moins enclins à accepter le comportement de rôle de genre inversé chez leur enfant (Bradley, Zucker, 1997). ". Les promoteurs reconnaissent des données limitées sur le TIGE : « à l'exception d'une série de thérapies comportementales rapportées à partir des années 1970, on ne trouvera pas un seul essai randomisé de traitement dans la littérature » (Zucker 2001). Le psychiatre Domenico Di Ceglie est d'avis que, pour une intervention thérapeutique, « l'efficacité est incertaine » et la psychologue Bernadette Wren dit : « Il y a peu de preuves, cependant, sur le fait que les traitements psychologiques aient beaucoup d'effet dans l'évolution de l'identité de genre, bien que certains centres de traitement continuent à promouvoir cet objectif (par exemple, Zucker, & Bradley, 1995) ». Zucker a déclaré : « the therapist must rely on the 'clinical wisdom' that has accumulated and to utilize largely untested case formulation conceptual models to inform treatment approaches and decisions ».
Le professeur Paul R. McHugh a critiqué les États de Californie, New Jersey et Massachusetts qui ont adopté des lois interdisant aux psychiatres même avec l'accord des parents, d'essayer de traiter par la psychiatrie les mineurs souffrant de troubles de l’identité sexuelle alors même que 70 % à 80 % des enfants atteints connaissent une résolution spontanée de leurs troubles avec le temps.

#### Opposants
Le consensus de l'Association professionnelle mondiale pour la santé des personnes transgenres est qu'un traitement visant à essayer de changer l'identité de genre d'une personne et son expression pour être plus en harmonie avec le sexe assigné à la naissance « n'est plus considéré comme éthique ». Les cliniciens ont évoqué l'intervention thérapeutique de Zucker et Bradley comme « quelque chose de dérangeant, proche de la thérapie de conversion pour les homosexuels », et ils ont noté que l'objectif était la prévention de la transidentité : « La thérapie réparatrice est censée réduire les chances que l'adulte ait un trouble de l'identité de genre, que Zucker et Bradley caractérisent comme indésirable ». L'auteur Phyllis Burke a écrit : « Le diagnostic de TIG chez les enfants, pris en charge par Zucker et Bradley, est tout simplement de la maltraitance sur mineur ».
Zucker rejette le livre de Burke pour être « simpliste » et « non particulièrement éclairant », la journaliste Stéphanie Wilkinson dit que Zucker a caractérisé le livre de Burke comme « le travail d'un journaliste dont les points de vue ne devraient pas être mis dans le même sac que ceux des chercheurs tels que Richard Green ou lui-même ». Toutefois, les fortes critiques sur l'approche du Dr Zucker ne sont pas seulement issues des militants et des journalistes, mais aussi des psychiatres et des psychologues à l'intérieur de son propre camp. Edgardo Menvielle, un pédo-psychiatre du Children's National Medical Center de Washington a dit : « les thérapeutes qui prônent un changement de comportements de genre variant doivent être évités ». La psychologue développementale et clinique Diane Ehrensaft dit dans le Psychiatric Times : « La profession de santé mentale a toujours été de faire du tort aux enfants qui ne sont pas de "genre normal", et elle a besoin de se recycler ».

Les critiques soutiennent que le trouble de l’identité de genre chez les enfants était une manœuvre pour remplacer l'homosexualité dans le DSM, et Zucker et Robert Spitzer comptent que l'inclusion du TIGE a été basée sur un « consensus d'experts » qui « est le même mécanisme qui a conduit à l'introduction de nombreux nouveaux diagnostics psychiatriques, y compris ceux pour lesquels des essais systématiques sur le terrain n'étaient pas disponibles lorsque le DSM-III a été publié ». Katherine Wilson de l'association GID Reform Advocates a déclaré :
Dans le cas de l'identité de genre non-conforme des enfants et des adolescents, les critères du Trouble de l'Identité de Genre (TIG) sont significativement plus importants dans le DSM-IV (APA, 1994, p. 537) que lors des précédentes révisions. Un enfant peut être diagnostiqué avec un trouble de l'identité de genre, sans jamais avoir déclaré avoir le souhait d'être de l'autre sexe. Les garçons sont inexplicablement tenus à un standard de conformité beaucoup plus strict que les filles. La plupart des psychologues qui se spécialisent dans le trouble de l'identité genre chez les enfants ont un nombre plus important de patients de sexe assigné masculin. Une explication possible serait que le comportement adopté de l'autre sexe est moins acceptable et, par conséquent, plus perceptible et plus susceptible d'être perçu comme problématique par les parents de l'enfant (Bradley, Zucker, 1997). La préférence pour le transvestissement ou le port de vêtements pour femmes fait partie des critères de diagnostic pour les garçons assignés, mais pas pour les filles, qui doivent porter des vêtements masculins sur une période de temps relativement longue et avec insistance pour entrer dans les critères diagnostiques. Les références aux vêtements « stéréotypés », aux jouets et aux activités de l'autre sexe sont imprécis dans une culture américaine où de nombreux vêtements pour enfants sont unisexes et appropriés aux rôles selon le sexe, ce qui est le sujet de débats politiques. De manière tout aussi étonnante, le critère répertoriant une « forte préférence pour les amis de l'autre sexe » est symptomatique, et semble être assimilé à la santé mentale, avec la discrimination et la ségrégation sexuelle qui va avec.
Les cliniciens font valoir que le TIGE « a servi à faire pression sur les garçons pour se conformer aux rôles de genres traditionnels et hétérosexuels ». Feder note que le diagnostic est basé sur les réactions des autres vis-à-vis de l'enfant, et non au comportement lui-même. Langer et coll. établissent que « le genre atypique est une construction sociale qui varie au cours du temps en fonction de la culture et de la classe sociale et, par conséquent, ne devrait pas être pathologisé ». Zucker a réfuté leurs revendications dans une réponse. Les critiques « prétendent que c'est un précurseur de l'homosexualité, que les parents doivent simplement accepter, et que le diagnostic est basé sur des hypothèses sexistes »,.

#### Controverse du DSM-5
L'intervention thérapeutique pour le trouble de l'identité de genre chez les enfants est venue dans le cadre de la révision de mai 2008, lorsque Kenneth Zucker a été nommé au comité correspondant pour le DSM-5. Selon MSNBC : « La pétition accuse Zucker d'avoir engagé la "pseudo-science" et d'avoir fait la promotion de "théories blessantes" au cours de sa carrière ». Zucker est accusé par les militants LGBT de promouvoir « les thérapies de genres conformes chez les enfants » et de « traiter ces enfants en prévention de l'homosexualité adulte et de la transsexualité ». Zucker « rejette la charge de la pseudo-science, en disant qu'il y a une base empirique à modifier quelque chose » dans le DSM. Sur le fait de blesser les gens, il a dit : « dans ma carrière, ma principale motivation en travaillant avec les enfants, les adolescents et les familles est de les aider dans la détresse et la souffrance qu'ils vivent, quelles qu'en soient les raisons. Je veux aider les gens à se sentir mieux avec eux-mêmes, et ne pas leur faire du mal ». Cependant, les opposants continuent de faire valoir que le diagnostic « nuit fortement aux enfants qu'il prétend aider ».
Le changement dans le DSM-5 pour la « dysphorie de genre » a été approuvé par les militants transgenres et leurs alliés car la stigmatisation a été réduite, tout en maintenant un diagnostic pour bénéficier de soins médicaux particuliers. Cependant, Lev stipule que le diagnostic de dysphorie de genre continue à pathologiser les expériences transgenres.

#### Données génétiques
Une étude a sondé une population de jumeaux dont l'un au moins a réalisé une transition de genre. L'étude a montré que 28 % de paires de jumeaux homozygotes étaient tous les deux trans, comparé à seulement 2,6 % pour les jumeaux hétérozygotes, qui ne sont pas génétiquement identiques. Le résultat de cette étude est que l'identité de genre est plus fortement influencée par la génétique que par les facteurs environnementaux tels que la famille et l'éducation. Cela étant, des études ont également montré des taux très importants de résolution de dysphorie de genre chez les enfants lorsqu'ils ne sont pas encouragés à se faire passer pour des personnes du sexe opposé[source secondaire nécessaire].

### Alignement du sexe anatomique sur l'identité sexuelle
Ce traitement vise à un changement de sexe biologique. Depuis environ le début des années 2000, la nouvelle norme de traitement des enfants prépubères dysphoriques a changé. Ce nouveau paradigme se base sur l'hypothèse que la dysphorie de genre est innée et traite les enfants par la suppression pubertaire avec des agonistes de l'hormone de libération de gonadotrophine (GnRH) suivie de l'utilisation d'hormones sexuelles croisées, une combinaison qui entraîne la stérilité des mineurs. L'administration de ces hormones vise à rendre les chirurgies ultérieures de changement de sexe moins onéreuses mais freinent la croissance des enfants et risquent de provoquer leur stérilité. Le nombre d'enfants ayant recours à ces traitements, et notamment des interventions chirurgicales, a augmenté rapidement en Grande-Bretagne entre les années 2010 et 2018 passant de 40 à 1000 enfants concernés.
L'affirmation selon laquelle les traitements bloquant la puberté sont entièrement réversibles n'est pas étayée par des preuves scientifiques.

#### Promoteurs
Pour les promoteurs des traitements de réassignation sexuelle, ce n'est pas aux médecins de décider ce qui va être nocif ou non. C'est à l'enfant de décider en fonction de ses propres pensées et sentiments subjectifs. Pour l'American College of Pediatricians, les enfants et les adolescents n'ont pas la maturité cognitive nécessaire.

#### Opposants
Une communauté croissante d'opposants incluant des médecins, des professionnels de la santé mentale et des universitaires affirment être préoccupés par la tendance actuelle qui consiste à diagnostiquer et à affirmer rapidement que des jeunes soient transgenres ce qui les met souvent sur la voie d'une transition de sexe médicale. Ces critiques estiment que des actes de chirurgies inutiles et les traitements hormonaux n'ont pas prouvé leur innocuité à long terme et représentent des risques importants pour les jeunes concernés. Il n'est pas possible à l'heure actuelle selon eux d'évaluer les risques et les avantages de ces traitements de réassignation sexuelle.
Les personnes trans présenteraient après un changement de sexe des risques considérablement plus élevés de mortalité, de comportement suicidaire et de morbidité psychiatrique que le reste de la population. Le changement de sexe, bien qu'il atténue la dysphorie de genre, peut ne pas suffire comme traitement pour la transidentité et devrait être accompagné de soins psychiatriques et somatiques.
Selon le psychothérapeute Bob Withers, « La chirurgie – qui est irréversible – ne devrait jamais être qu’un dernier recours ».
Selon le professeur Paul R. McHugh, le changement de sexe est « biologiquement impossible » et « prétendre qu'il s'agit là d'une question de droits civils et encourager l'intervention chirurgicale, c'est en réalité collaborer avec un trouble mental et en faire la promotion ». Pour McHugh, le traitement médical de changement de sexe pour les jeunes transgenres est comparable à faire « une liposuccion à un enfant anorexique ». Selon le Dr McHugh, la transsexualité est un trouble semblable à celui d'une personne dangereusement maigre souffrant d'anorexie qui se regarde dans le miroir et se croit en surpoids. Selon McHugh, l'administration d'hormones retardatrices de puberté est assimilable à la « maltraitance sur mineurs ».
Pour la Cour européenne des droits de l’homme, les opérations chirurgicales et les traitements hormonaux irréversibles, pratiqués sur des enfants en bas âge afin que ceux-ci s’identifie au sexe féminin ou masculin, sont en contradiction avec le droit à l’autodétermination sexuelle. Le Comité des droits de l’enfant de l’Organisation des Nations Unies a également émis, le 29 juin 2016, des critiques à l’égard de la France par rapport à des interventions pratiquées sur les enfants intersexués sans leur consentement.
Compte tenu des nombreuses incertitudes et inconnues, il serait approprié de reconnaître l'utilisation des traitements bloquant la puberté pour la dysphorie de genre comme des traitements expérimentaux et avoir recours à des essais cliniques soigneusement contrôlés, ainsi qu'à des études de suivi à long terme. Le rapport Cass, paru en 2024 au Royaume-Uni, arrive également à la conclusion que la prescription de tels traitements est trop généralisée.

## Approches alternatives de la diversité des genres chez les enfants
L'existence de personnes bispirituelles a été documentée dans plus de 130 pré-colonies et nations autochtones d'Amérique du Nord, y compris chez les lhamana de Zunis et les winkte de Lakota. Dans certains de ces pays, l'identification d'un enfant bispirituel a été considéré comme une bénédiction pour la famille et la communauté. Bien que les rôles des personnes bispirituelles varient largement d'un pays à l'autre, dans certains cas, elles ont été tenues en haute estime ; par exemple We'wha a été l'ambassadeur culturel des personnes de Zunis à la fin du XIXe siècle. L'existence historique et contemporaine d'autres rôles de genre a également été documentée dans le monde entier, par exemple : les katoïs en Thaïlande et au Laos, les hijras d'Inde, les muxhes de la culture Zapotèque au Mexique, les mukhannathun de ce qui est aujourd'hui l'Arabie Saoudite, les mahu de Hawaii, les fakaleiti de Tonga et les fa'afafine de Samoa. Bien que la signification historique de ces rôles soit souvent contestée, leur existence ne l'est pas.

## Orientation sexuelle
Hepp, Milos, et Braun-Scharm[Qui ?] établissent dans leur étude sur les troubles de l'identité genre et l'anorexie mentale chez les jumeaux monozygotes masculins que la corrélation entre les troubles de l'identité genre de l'enfance et l'homosexualité adulte est plus forte que la corrélation entre les troubles de l'identité de genre de l'enfance et la transidentité adulte.
Cohen-Kettenis et Gooren[Qui ?] notent dans leur revue littéraire sur la transidentité que les enfants ayant un trouble de l'identité de genre sont plus susceptibles d'être gay ou lesbiens plus tard que transgenre. En outre, les adultes gays et lesbiens déclarent avoir manifestés plus de comportement de rôle du genre opposé que les adultes hétérosexuels.

### Filmographie
- Petite Fille, documentaire de Sébastien Lifshitz, 2020
- Girl, film belge de Lukas Dhont, 2018